# Földváry Mihály (történész)
Földváry Mihály (Pozsony, 1672. augusztus 11. – Győr, 1746. február 27.) történész, bölcseleti és teológiai doktor, jezsuita rendi pap.

## Élete
A bécsi Pázmány-intézetből 19 éves korában lépett a rendbe; a négy próbaév után bölcseleti s teológiai doktor lett Nagyszombatban; azután tanított Kolozsvárt, Kassán (1723–1724.) és Nagyszombatban. Különböző rendszolgálatokat teljesítvén, végre mint a rendi növendékek igazgatója hunyt el.

## Munkái
- Questiones historicae de rebus Hunnicis, Avaricis et Hungaricis. Tyrnaviae, 1712
- In Daphnide Deum hominem. Continuata metaphora exhibens. Tyrnaviae, 1712
- Idea principum in sapientia coronata Mathiae Corvini Regis Hungariae trigesimi quarti. Tyrnaviae, 1713